# Ālāqīyeh
Ālāqīyeh (persiska: آلاقیه) är en ort i Iran.   Den ligger i provinsen Östazarbaijan, i den nordvästra delen av landet, 400 km väster om huvudstaden Teheran. Ālāqīyeh ligger 1 661 meter över havet och antalet invånare är 508.
Terrängen runt Ālāqīyeh är platt österut, men västerut är den kuperad. Terrängen runt Ālāqīyeh sluttar österut. Runt Ālāqīyeh är det ganska glesbefolkat, med 22 invånare per kvadratkilometer. Närmaste större samhälle är Bābā Kandī, 12,5 km nordost om Ālāqīyeh. Trakten runt Ālāqīyeh består i huvudsak av gräsmarker.